# Ghetto v Mizoči
Ghetto v Mizoči bylo součástí města Mizoč (polsky Mizocz), které se nacházelo v oblasti, jež dříve patřila východnímu Polsku, dnes západní Ukrajině. Nejbližší velké město je Rovno.

## Povstání a zabíjení
12. října 1942 bylo ghetto o 1 700 lidech obklopeno ukrajinskou pomocnou policií a německými policisty v rámci přípravy na likvidaci židovských obyvatel. Židé se začali bránit, jejich obrana trvala dva dny. Asi polovině obyvatel se podařilo uprchnout nebo se skrýt ve velkém zmatku do té doby, než byla vzpoura potlačena. Ti, co byli chyceni, byli převezeni do rokle a zastřeleni.

## Fotografie

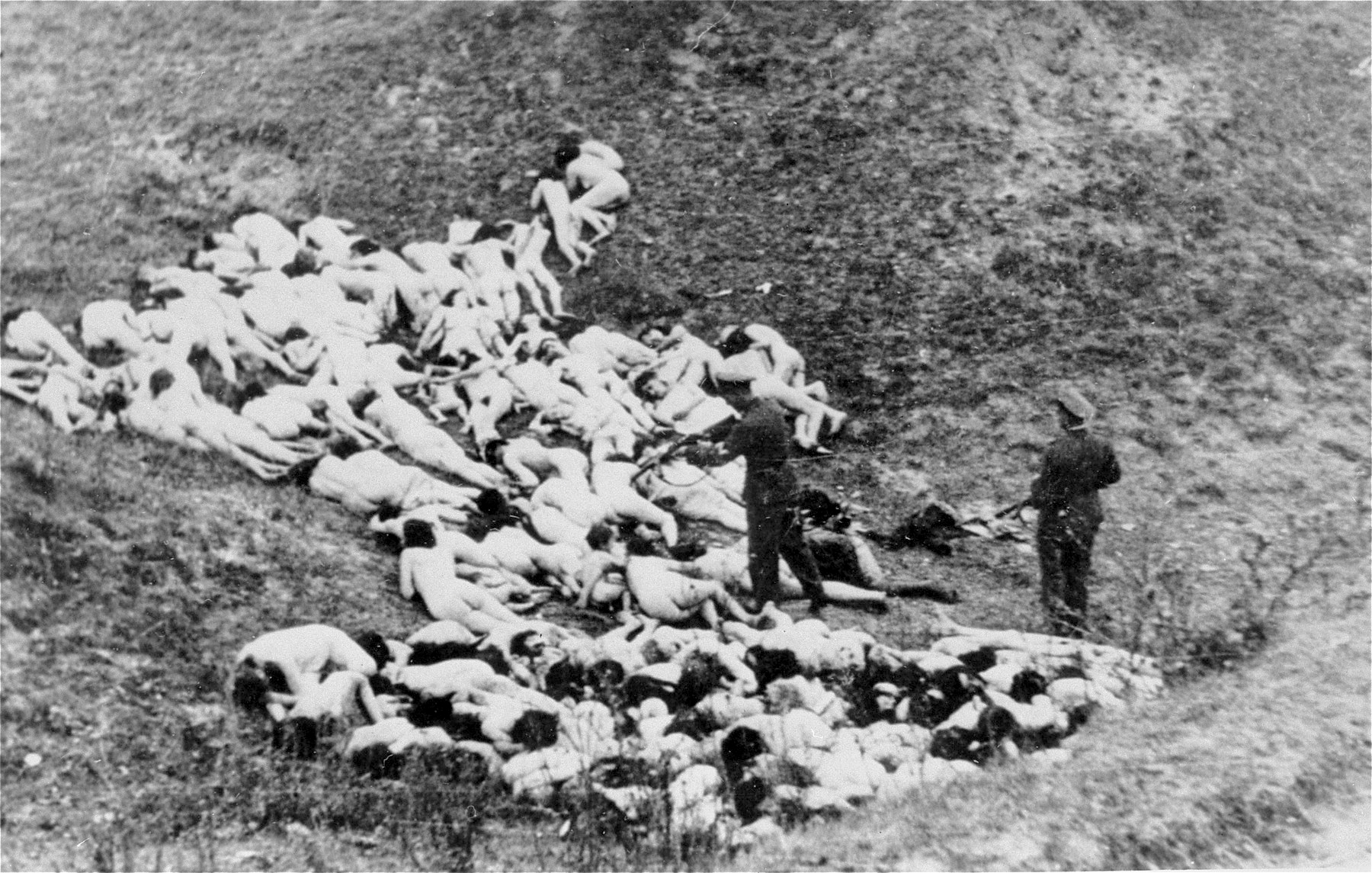
Vraždění žen a dětí z ghetta v Mizoči, 14. října 1942

Střelby byly fotografovány. Fotografie byly publikovány a staly se velmi známé. Často se říká, že fotografie zachycují další střelby. Historikové se vyjádřili k brutalitě zobrazené na fotografiích střelby v ghettu Mizoč:
V roce 1942 v Mizoči v oblasti Rovna na Ukrajině bylo popraveno přibližně 1 700 Židů. Fotografie zobrazují velké množství lidí, kteří jsou hnáni do rokle, ženy a děti se svlékají, řada nahých žen a dětí je nakonec popravena. Dvě zvláště otřesné fotografie zachycují německou policii postavenou mezi hromadami nahých ženských těl roztroušených po obou stranách rokle.

Dále dva ze snímků ukazují „akci“ v průběhu (zřejmě ne, jak je často uvedeno v mnoha zdrojích, „dorazit“ lidi, kteří přežili). Fotografie poskytují jasný důkaz o praktikách poprav běžných na Ukrajině. Oběti jsou přineseny na místo poprav obvykle v malých skupinkách po pěti, jsou položeny mezi předchozí oběti a střeleny jednou kulkou do zadní části krku nebo hlavy.
Mizočské fotografie byly údajně použity jako důkaz o zločinech proti lidskosti spáchaných ve vyhlazovacím táboře Treblinka. Tento postup byl kritizovaný jako nehistorický.